# Bernard Pullman
Bernard Pullman, all'anagrafe Pulman Baruch (Włocławek, 19 marzo 1919 – Parigi, 9 giugno 1996), è stato un chimico francese.
Dal 1963 al 1989 fu direttore della sesta Università di Parigi, nel 1981 fu nominato accademico pontificio. Manifesto della sua opera è considerato il libro Quantum biochemistry (1963).